# Хана Мор
Хана Мор (на английски: Hannah More) (2 февруари 1745 – 7 септември 1833) е английска общественичка, поетеса и драматург, авторка на етични и религиозни трактати и активна филантропистка.

## Детство
Родена през 1745 г. в гр. Фишпонд в епархията Стейпълтън край Бристол. Мор е четвъртата от пет дъщери. Баща ѝ произлиза от род на стриктни презвитерианци от графство Норфолк, но постъпва в англиканската църква и се мести в Бристол, където работи първо в данъчната служба, а след това е назначен за директор на училище във Фишпонд. И петте дъщери се обучават от баща си (предимно латински и математика), а Хана учи и френски език. Започва да пише на ранна възраст.
През 1758 г. родителите основават девически пансион в Бристол (който е управляван от двете най-големи сестри), а по-късно и начално училище в Стоуни Хил. Хана завършва, а после и преподава в девическото училище.

## Драматургия
Първите опити на Мор като писател и драматург са пасторални пиеси, подходящи за възпитаничките ѝ в девическото училище. Първата ѝ пиеса е написана през 1762 г. и е озаглавена „В търсене на щастието“ (The Search after Happiness); към средата на 80-те години на 18. век са продадени над 10 000 екземпляра.
През 1767 г. Мор се сгодява за Уилям Търнър от Тайнсфийлд и се отказва от своя дял в училището. Шест години по-късно бракът все още не е сключен и Търнър продължава да отлага насрочването на сватбата. Годежът е развален през 1773 г. и Мор получава нервен срив, от който се възстановява в Ъпхил. Като компенсация за годежа Мор получава 200 лири годишна издръжка от Търнър, което ѝ позволява да се отдаде на литературните си интереси.
През зимата на 1773 – 1774 г. Мор посещава Лондон със сестрите си – Сара и Марта, и за кратко време установява контакти в литературния елит, включително с фигури като Самюъл Джонсън, Джошуа Рейнолдс и Едмънд Бърк. Мор става една от най-изявените представителките на т.нар. bluestocking group – женски кръжец с литературна и интелектуална насоченост. Мор се запознава с Франсес Боскауен, Елизабет Картър, Елизабет Веси и Хестър Чапоун. През 1781 г. Мор среща Хорас Уолпоул и започва кореспонденция с него. По-късно, след редица литературни провали и обществени скандали, Мор се оттегля от лондонската сцена.

## Религиозен морализъм
Хана Мор публикува „Свещени драми“ (Sacred Dramas) през 1782 г., които за много бързо време биват преиздадени деветнадесет пъти. По-сериозното ѝ отношение проличава и в „Размисли върху важността на обноските за доброто на обществото“ (Thoughts on the Importance of the Manners of the Great to General Society, публ. през 1788 г.) и „Оценка на религиозния и секуларния свят“ (An Estimate of the Religion of the Fashionable World, публ. през 1790 г.) По това време Мор е вече близка сподвижница на Уилям Уилбърфорс и Закари Маколи, на чиито възгледи тя симпатизира. Мор публикува поемата „Робство“ през 1788 г. и дълги години е близка с Бейлби Портеус, епископ на Лондон и виден аболиционист, който я привлича към известни обществени дейци като Уилбърфорс, Чарлз Мидълтън, първи барон Бархам, и Джеймз Рамзи.
През 1785 г. Мор купува къща в околностите на Рингтън в северен Съмърсет, където се установява със сестра си Марта и пише множество етически произведения и трактати: „Структурата на съвременната система за образование на жените“ (Structures on the Modern System of Female Education, 1799), „Насоки за формирането на характера на младата принцеса“ (Hints towards Forming the Character of a Young Princess, 1805), „Кулебс си търси съпруга“ (Coelebs in Search of a Wife, 1809), „Практическо смирение“ (Practical Piety, 1811), „Християнският морал“ (Christian Morals, 1813), „Характерът на Св. Павел“ (Character of St Paul, 1815), „Морални щрихи“ (Moral Sketches, 1819).
Мор твори бързо, вследствие на което творбите ѝ са непоследователни, образни и без строга форма. Оригиналността и силата на стила ѝ обаче обясняват и необикновената ѝ популярност. По молба на Портеус Мор пише множество религиозни стихчета и приказки, с които се противопоставя на доктрината на Томас Пейн и влиянието на Френската революция. Мор става виден опонент на търговията с роби в края на 18 век.

## Филантропия
В края на 80-те години на 18 век Хана и Марта Мор започват благотворителна работа в района на Мендип, в което са подкрепяни от Уилбърфорс, който вижда лошите условия при посещението си в Чедар през 1789 г. Мор спомага основаването на дванадесет училища, където местни деца учат четене (без писане), Библията и катехизъм. Мор помага финансово на епископ Филандър Чейс за основаването на Кениън колидж. 
Сестрите Мор срещат силен отпор: местните селяни смятат, че образованието дори в минимална форма ще има фатални последици за земеделието, докато местната църковна власт я обвинява в разкол и методистки тенденции. В последните години от живота си Мор се радва на популярност и много хора я посещават. Последните пет години от живота си Мор прекарва в Клифтън в околностите на Бристол, където умира на 7 септември 1833 г. Погребана е в църквата „Вси светии“ в Рингтън.

### Основен източник
- More, Hannah. Works of Hannah More. 2 vols. New York: Harper, 1840.

### Биографии
- Collingwood, Jeremy and Margaret. Hannah More. Oxford: Lion Publishing, 1990.
- Demers, Patricia. The World of Hannah More. Lexington: University Press of Kentucky, 1996.
- Ford, Charles Howard. Hannah More: A Critical Biography. New York: Peter Lang, 1996.
- Harland, Marion. Hannah More. New York: G. P. Putnam's Sons, 1900.
- Hopkins, Mary Alden. Hannah More and Her Circle. London: Longmans, 1947.
- Jones, M. G. Hannah More Cambridge: Cambridge University Press, 1952.
- Knight, Helen C. Hannah More; or, Life in Hall and Cottage. New York: M. W. Dodd, 1851.
- Kowaleski-Wallace, Elizabeth. Their Fathers’ Daughters: Hannah More, Maria Edgeworth, and Patriarchal Complicity. New York: Oxford University Press, 1991.
- Roberts, William, ed. Memoirs of Mrs Hannah More. New York: Harper & Bros., 1836.
- Stott, Anne. Hannah More: The First Victorian. Oxford: Oxford University Press, 2003.
- Taylor, Thomas. Memoir of Mrs. Hannah More. London: Joseph Rickerby, 1838.
- Thompson, Henry. The Life of Hannah More With Notices of Her Sisters. London: T. Cadell, 1838.
- Yonge, Charlotte. Hannah More. Boston: Roberts Brothers, 1888.

### Други второстепенни източници
- Elliott, Dorice Williams. The Care of the Poor Is Her Profession: Hannah More and Women's Philanthropic Work //  Nineteenth-Century Contexts 19 (2).   1995. DOI:10.1080/08905499508583421. с. 179 – 204.
- Kelly, Gary. Revolution, Reaction, and the Expropriation of Popular Culture: Hannah More's Cheap Repository //  Man and Nature 6.   1987. с. 147 – 59.
- Myers, Mitzi. „Hannah More's Tracts for the Times: Social Fiction and Female Ideology.“ Fetter'd or Free? British Women Novelists, 1670 – 1815. Eds. Mary Anne Schofield and Cecilia Macheski. Athens: Ohio University Press, 1986.
- Myers, Mitzi. Reform or Ruin: 'A Revolution in Female Manners.' //  Studies in Eighteenth-Century Culture 11.   1982. с. 199 – 216.
- Nardin, Jane. Hannah More and the Rhetoric of Educational Reform //  Women's History Review 10 (2).   2001. DOI:10.1080/09612020100200571. с. 211 – 27.
- Nardin, Jane. Hannah More and the Problem of Poverty //  Texas Studies in Language and Literature 43 (3).   2001. DOI:10.1353/tsl.2001.0015. с. 267 – 84.
- Pickering, Samuel. Hannah More's Coelebs in Search of a Wife and the Respectability of the Novel in the Nineteenth Century //  Neuphilologische Mitteilungen 78.   1977. с. 78 – 85.
- Scheuerman, Mona. In Praise of Poverty: Hannah More Counters Thomas Paine and the Radical Threat. Lexington: University Press of Kentucky, 2002.
- Sutherland, Kathryn. „Hannah More's Counter-Revolutionary Feminism.“ Revolution in Writing: British Literary Responses to the French Revolution. Ed. Kelvin Everest. Milton Keynes: Open University Press, 1991.
- Vallone, Lynne. 'A humble Spirit under Correction': Tracts, Hymns, and the Ideology of Evangelical Fiction for Children, 1780 – 1820 //  The Lion and the Unicorn 15.   1991. с. 72 – 95.
- A Comparative Study of Three Anti-Slavery Poems Written by William Blake, Hannah More and Marcus Garvey: Black Stereotyping by Jérémie Kroubo Dagnini for GRAAT On-Line, January 2010

## Архиви
Papers of Hannah More are held at The Women's Library at London Metropolitan University, 9/16